# Chatroulette
A Chatroulette egy olyan weboldal, ami idegeneket kapcsol össze webkamerás beszélgetésre a világ bármely pontjáról. Az oldal látogatói valós idejű szöveges, hang -és videóbeszélgetésbe kezdenek egymással. A felhasználó akármelyik pillanatban továbbléphet egy következő, véletlen partnerhez.

## Áttekintés
A Chatroulette kitalálója és megalkotója Andrej Ternovszkij, egy akkor 17 éves moszkvai gimnazista.
Ternovszkij állítása szerint a koncepció abból ered, hogy gyakran videócsetelt a barátaival a Skype-on. A Chatroulette első verzióját 2 nap és 2 éjszaka alatt készítette el. A "Chatroulette" elnevezés ötletét a Szarvasvadász című 1978-as film megtekintése adta neki. A filmben a vietnámi háború hadifoglyait orosz rulettre kényszerítették.
2009 novemberében, röviddel az indulása utána a sitenak napi 500 látogatója volt. Egy hónappal később ez a szám 50.000-re emelkedett. Az oldalról cikket írt a The New York Times, a New York magazine, a Good Morning America, szerepelt a Newsnight-ban és a The Daily Show-ban Jon Stewart-tal. Még a South Park 14. évadjában is parodizálták, a "0 barátod van" című részben. 2010 februárjában már 50.000 online játékos volt a chatroulett-en a nap nagy részében. Márciusra az oldalnak már másfélmillió egyedi látogatója volt naponta, 33% az USA-ból, 5% Németországból.
Az oldal az Adobe Flash "Stratus" elnevezésű technológiáját használja a videó megjelenítéséhez és a kép továbbításához. Egy egy p2p hálózati technológia, ami RTMFP protokollon keresztül működik, ezért csak kis sávszélességet foglal el a szerverből. Éppen ezért bizonyos routerekkel a kapcsolódás nem sikerül, mert tiltják az UDP csomagok használatát, ezekben az esetekben a rendszer RTMP protokollt használ.
A kezdetekhez Andrey 10.000 dollárt kért kölcsön a szüleitől, amit azóta már vissza is fizetett. 2010 márciusában az oldal még Andrey gyerekszobájából üzemelt, a munkáját pedig 4 programozó segítette. A bevételek társkereső szolgáltatások reklámjaiból származtak.
A 2010 márciusi adatok szerint a Chatroulette játékosainak fele az USA-ból csatlakozik, 15%-a francia. 89% férfi, 11% nő, az esetek 8%-ában egyszerre többen is ülnek a kamera mögött.

## Kultúra
Ha valakit a partnere elkapcsol, arra azt mondják, hogy "nextelte". Ebből a szóból az angol nyelvben ige lett a játék kapcsán.
A Chatroulette-t olyan hírességek is használták, mint Kelly Osbourne, Daniel Tosh, Joel Madden, Nicole Richie, Kevin Smith és Paris Hilton.
2010 február 27.én a Faith No More élőben közvetítette a koncertjét a Chatroulette-n Melbourne-ből.
Az oldalnak időközben rengeteg klónja született, de egy sem tudott megközelítő népszerűséget elérni.

## Vitatható tartalmak az oldalon
Az RJMetrics felmérési szerint a Chatroulette-n megjelenő minden nyolcadik férfi a nemiszervét kamerázza maszturbálás közben. A The Daily Show és a South Park pont ezt a jelenséget figurázta ki. Az oldalt emiatt a meztelenkedő férfiakkal kezdték el azonosítani. Válaszul a szolgáltató csak 16 éven felülieknek engedélyezte a szolgáltatás használatát, és tiltani kezdte a szeméremsértő tartalmak közzétételét. Aki ezeket a szabályokat megszegte, 40 percre kitiltásra került.

## Fordítás
- Ez a szócikk részben vagy egészben  a   Chatroulette című angol Wikipédia-szócikk fordításán alapul.  Az eredeti cikk szerkesztőit annak laptörténete sorolja fel. Ez a jelzés csupán a megfogalmazás eredetét és a szerzői jogokat jelzi, nem szolgál a cikkben szereplő információk forrásmegjelöléseként.